# Hans von Oettingen
Hans von Oettingen (auch: Hans-Georg von Oettingen, Pseudonyme: Alexander von Mellin, H. G. von Reichenberg, * 28. Januar 1919 in Heidelberg; † 3. September 1983 in Berlin) war ein deutscher Schriftsteller. Er wurde 1966 wegen Spionage für die DDR von einem Zürcher Gericht zu 27 Monaten Haft verurteilt.

## Leben

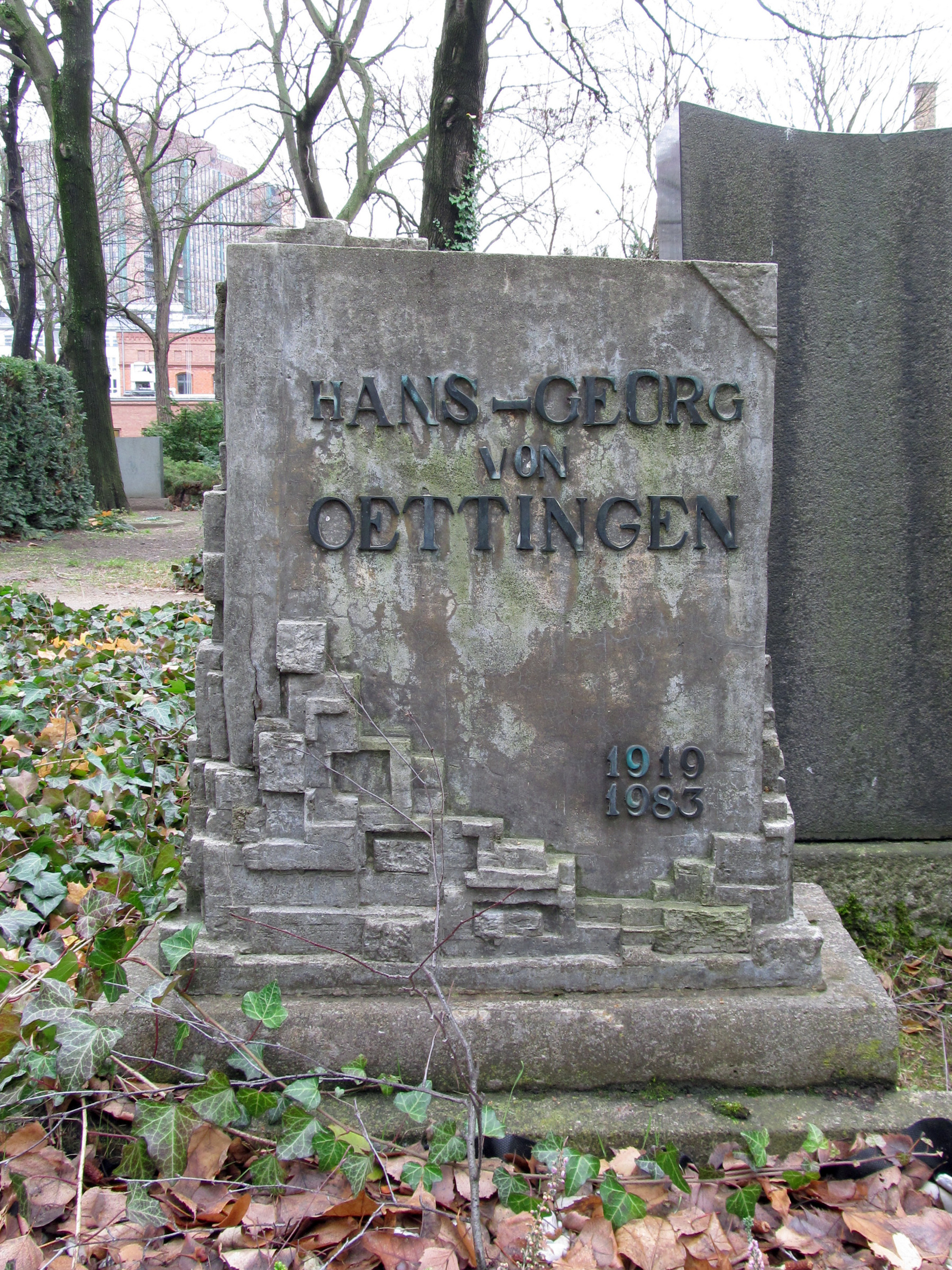
Grab Oettingens

Hans von Oettingen war der Sohn des Gynäkologen Karljohann von Oettingen. Hans von Oettingen absolvierte eine Ausbildung zum Koloniallandwirt und studierte an der Universität Marburg. Er nahm als Soldat der Wehrmacht am Zweiten Weltkrieg teil. 1944 wurde er verhaftet wegen des Vorwurfs, „Widerstand mit der Waffe gegen die Staatsgewalt“ geleistet zu haben. 1945 wurde er zu sechs Jahren Zuchthaus verurteilt. Oettingen konnte aus der Haft entkommen (was ihm ein Todesurteil in Abwesenheit eintrug) und geriet in amerikanische Kriegsgefangenschaft, aus der er 1946 entlassen wurde.
In den ersten Nachkriegsjahren wirkte Hans von Oettingen als Journalist und Verleger in Frankfurt am Main; ab 1950 betrieb er dort eine Werbeagentur. Später war er als Unternehmensberater in Frankreich und der Schweiz tätig. Im November 1964 wurde er in Zürich wegen Spionage für die DDR verhaftet und im Februar 1966 von einem Zürcher Gericht zu 27 Monaten Haft verurteilt. Im Mai 1966 erfolgte Oettingens vorzeitige
Haftentlassung im Austausch gegen die Ausreise einer Gruppe von Schweizer Staatsbürgern aus der DDR. Hans von Oettingen übersiedelte in die DDR und lebte bis zu seinem Tod als freier Schriftsteller in Ost-Berlin. Sein Grab befindet sich auf dem Dorotheenstädtischen Friedhof in Berlin.
Hans von Oettingens literarische Werke erschienen seit 1956 in DDR-Verlagen. Oettingen war Verfasser von Romanen, Erzählungen, Fernsehdrehbüchern und Hörspielen. Bei den meisten seiner Werke handelt es sich um ideologisch gefärbte Kriegs-, Abenteuer- und Kriminalgeschichten, die zum Teil in hohen Auflagen im Militärverlag der DDR erschienen. Oettingens Roman Spielbankaffaire bildete die Vorlage zu dem Spielfilm Spielbank-Affäre von Arthur Pohl, der ersten Breitwandproduktion der Defa aus dem Jahre 1957.
Die Kostümbildnerin Sabine von Oettingen ist seine Tochter.

## Werke
- Der Struwwelpeter nach Heinr. Hoffmann, Offenbach/Main 1948
- Das Märchen von Goldi, dem ersten Frühlings-Sonnenstrahl, Frankfurt/M. 1949
- Rührt euch – wenn ihr könnt, Berlin 1956 (unter dem Namen Alexander von Mellin)
- Spielbankaffaire, Berlin 1956
- Werbung – Bluff oder Wissenschaft?, Berlin 1956 (unter dem Namen H. G. von Reichenberg)
- Kleines Hotel mit Herz, Berlin 1958
- Die seidene Front, Berlin 1958
- Die Bestie von Marseille, Neuenhagen b. Berlin 1959
- Bitte sterben zu dürfen, Berlin 1959
- Geheime Fronten, Neuenhagen b. Berlin 1959
- Flucht nach vorn, Berlin 1962
- Mord A.G., Neuenhagen b. Berlin 1962
- Nachts kamen die Ratten, Berlin 1962
- Die Schwelle, Berlin 1962
- Streng geheim!, Berlin 1962
- Die Todeswette, Neuenhagen b. Berlin 1962
- Das Manöver, Berlin 1963
- Mord auf Kredit, Berlin 1963
- Der weiße Unfallwagen, Berlin 1963
- Bevor der Tag beginnt, Berlin 1964
- Mörder in Uniform, Berlin 1964
- Der Tote aus Charleys Bar, Berlin 1964
- Hilfe dringend erforderlich, Berlin 1965
- Mister Hull kommt um zwölf, Berlin 1965
- Tausend Dollar für eine Leiche, Berlin 1965
- Auf der Flucht nach Hause, Berlin 1967
- Der Sträfling von der Teufelsinsel, Berlin 1967
- Achtung Rotlicht!, Berlin 1968
- Der Mann aus Kanada, Berlin 1968
- Die unsichtbare Front, Berlin 1968
- Abenteuer aus zwanzig Jahren, Berlin 1969
- Chronik eines Mordes, Berlin 1969
- Ede mit der Kombizange, Berlin 1969
- Kurs Tampico, Berlin 1969
- Man stirbt nicht zweimal, Berlin 1969
- Rostiger Ruhm, Berlin 1969
- Der Fremde im Grenzwald, Berlin 1970
- Der große Bluff, Berlin 1970
- Das Skalpell, Berlin 1971
- Das zweite Gesicht, Berlin 1971
- Abenteuer meines Lebens, Berlin 1981

## Herausgeberschaft
- Studium bei Freunden, Berlin 1958
- Forschung, Lehre, Leben, Berlin 1959

## Filmografie (Auswahl)
Vorlage
- 1957: Spielbank-Affäre

Drehbuch
- 1960: Tanzmädchen für Istanbul
- 1967: Der Mann aus Kanada